# Vanderwaltozyma tropicalis
Vanderwaltozyma tropicalis är en svampart som beskrevs av Nakase, Jindam., Tanaka, Ninomiya, Limtong, Kawasaki & C. F. Lee 2010. Vanderwaltozyma tropicalis ingår i släktet Vanderwaltozyma och familjen Saccharomycetaceae.   Inga underarter finns listade i Catalogue of Life.